# Jesús Manuel Corona Ruíz
Jesús Manuel Corona Ruíz (Hermosillo, Sonora, 6 de gener de 1993), conegut pel seu sobrenom Tecatito, és un futbolista mexicà que juga com a extrem al CF Monterrey.
El 2018 el seu equip era el Futebol Clube do Porto de la Lliga portuguesa de futbol. És jugador internacional absolut amb Mèxic. El 4 de juny de 2018 Tecatito Corona va ser inclòs en la llista final dels 23 futbolistes que aniran a disputar la Copa Mundial 2018 realitzada a Rússia.

## Palmarès
CF Monterrey
- 3 Lligues de Campions de la CONCACAF: 2010-11, 2011-12, 2012-13
- 1 Lliga mexicana: 2010 (apertura)

FC Porto
- 3 Lligues portugueses: 2017-18, 2019-20, 2021-22
- 2 Copes portugueses: 2019-20, 2021-22
- 2 Supercopes portugueses: 2018, 2020

Sevilla FC
- 1 Lliga Europa de la UEFA: 2022-23[5]

Selecció mexicana
- 1 Copa d'Or de la CONCACAF: 2015
- 1 Copa CONCACAF: 2015
- 1 Campionat sub-20 de la CONCACAF: 2013
- 1 Copa Milk: 2012